# Ordinariato militare in Kenya
L'ordinariato militare in Kenya è un ordinariato militare della Chiesa cattolica nel Kenya. È retto dal vescovo Wallace Ng'ang'a Gachihi.

## Territorio
Sede dell'ordinariato è la città di Nairobi.

## Storia
Il vicariato militare del Kenya fu eretto il 20 gennaio 1964.
Il 21 aprile 1986 il vicariato castrense è stato elevato ad ordinariato militare con la bolla Spirituali militum curae di papa Giovanni Paolo II.

## Cronotassi dei vescovi
Si omettono i periodi di sede vacante non superiori ai 2 anni o non storicamente accertati.
- Maurice Michael Otunga † (20 gennaio 1964 - 29 agosto 1997 dimesso)
- Alfred Kipkoech Arap Rotich (29 agosto 1997 - 30 dicembre 2016 dimesso[1])
  - Sede vacante (2016-2024)[2]
- Wallace Ng'ang'a Gachihi, dal 15 agosto 2024

## Statistiche
| anno | presbiteri | presbiteri | presbiteri | diaconi | religiosi | religiosi | parrocchie |
| anno | totale     | secolari   | regolari   | diaconi | uomini    | donne     | parrocchie |
| ---- | ---------- | ---------- | ---------- | ------- | --------- | --------- | ---------- |
| 1999 | 11         | 10         | 1          |         | 1         |           | 21         |
| 2000 | 11         | 10         | 1          |         | 1         | 1         | 21         |
| 2001 | 10         | 9          | 1          |         | 1         | 2         | 22         |
| 2002 | 6          | 5          | 1          |         | 1         | 1         | 22         |
| 2003 | 11         | 10         | 1          |         | 1         |           | 21         |
| 2004 | 11         | 10         | 1          |         | 1         |           | 21         |
| 2013 | 19         | 17         | 2          |         | 2         | 3         | 22         |
| 2016 | 23         | 20         | 3          |         | 3         |           | 29         |
| 2019 | 27         | 24         | 3          |         | 3         |           | 55         |
| 2021 | 27         | 24         | 3          |         | 3         |           | 56         |
| 2023 | 9          | 6          | 3          |         | 3         |           | 64         |